# Чжан Єсуй
Чжан Єсуй (кит.: 张 业 遂; 1 жовтня 1953 року, Тяньмень, Хубей, КНР) — китайський дипломат. Постійний представник КНР при ООН (2008—2010), був головою Ради безпеки ООН.

## Життєпис
Закінчив Пекінський університет іноземних мов. У 1976 році закінчив Лондонську школу економіки.
У 1976—1982 рр. — співробітник посольства КНР у Великій Британії.
У 1982—1988 рр. — співробітник департаменту міжнародних організацій і конференцій МЗС КНР.
У 1988—1992 рр. — співробітник постійної представництва КНР при ООН.
У 1992—1996 рр. — співробітник департаменту міжнародних організацій і конференцій МЗС КНР.
У 1996—2000 рр. — гендиректор Протокольного департаменту МЗС КНР.
У 2000—2003 рр. — помічник міністра закордонних справ КНР.
У 2003—2008 рр. — заступник міністра закордонних справ Китаю.
У 2008—2010 рр. — постійний представник Китаю при ООН, був головою Ради безпеки ООН.
У 2010—2013 рр. — посол Китаю в США, вірчі грамоти вручив 29.03.2010.
З 2013 року — Заступник міністра закордонних справ Китаю.

## Сім'я
Одружений з Чень Найцін, має доньку. Його дружина була в 2003—2007 роках амбасадоркою КНР в Норвегії, а також представляла КНР на шестисторонніх переговорах з питань ядерної програми КНДР.